# George Calnan
George Charles Calnan, född 18 januari 1900 i Boston, död 4 april 1933 i New Jersey, var en amerikansk fäktare.
Calnan blev olympisk bronsmedaljör i värja vid sommarspelen 1928 i Amsterdam.